# Saado Ali Warsame

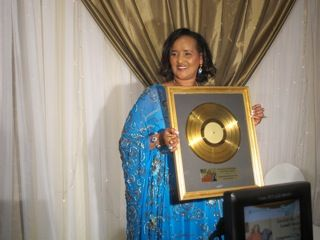
Saado Ali Warsame mit einer goldenen Schallplatte

Saado Ali Warsame (Somali Saado Cali Warsame, arabisch سادو علي ورسمه, DMG sado ali warasma; geb. 1950; gest. 23. Juli 2014) war eine Somalisch-amerikanische Singer-Songwriterin und Politikerin. Sie diente von 2012 bis zu ihrer Ermordung 2014 als Abgeordnete im Bundesparlament von Somalia für Puntland. Sie war eine prominente Figur der traditionellen Musik Somalias (Muusiga Soomaalida). Ihre Kunst und ihre Arbeit im Parlament drehte sich hauptsächlich um politische und soziale Gerechtigkeit. Am 23. Juli 2014 wurde sie von Islamisten in Mogadischu erschossen.

## Leben
Warsame wurde 1950 in Buuhoodle geboren, in der Region Togdheer von Somalia. Sie stammte aus einer Nomadenfamilie aus dem Sub-Clan Baho Nugaaled (Khalid Habarwaa) der Dhulbahante-Harti-Subdivision des Darod -Stammes.
Nach dem Ausbruch des Bürgerkrieges in Somalia Anfang der 1990er zog Warsame nach Minneapolis, Minnesota. Später lebte sie eine Zeit lang in St. Cloud, Minnesota.
2012 ging Warsame zurück nach Somalia um in der neu gegründeten Bundesregierung Somalias in Mogadischu mitzuarbeiten.

## Karriere

### Musik

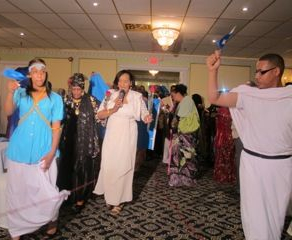
Saado Ali Warsame bei einer Veranstaltung ihr zu Ehren (2011).

Warsame war eine herausragende Figur in der traditionellen somalischen Musik. Ihre Kunst war bekannt für die Betonung von politischer und sozialer Gerechtigkeit sowie von Nationalismus (Soomaalinimo) und romantischer Liebe. Sie bediente sich häufig der Satire, Metaphern und historischer Anspielungen, um komplexe Themen verständlich zu vermitteln.
Warsames Song „Laand Karuusar“ kritisierte die Kleptokratie in der herrschenden Militär-Junta. Sie machte außerdem inkompetentes Management für den Verfall der Infrastruktur der damals zwei Fünf-Sterne-Hotels in Mogadischu verantwortlich, die ursprünglich mit öffentlichen Geldern gebaut worden waren. Darüber hinaus war Warsame einer von mehreren prominenten somalischen Künstlern, die an der langjährigen Gedichtserie „Deelley“ teilnahmen. Sie nutzte die Gelegenheit, um die Sache der Nordsomalier gegen das zunehmend autoritäre Regime im Süden zu verteidigen.
Nach dem Ausbruch des Bürgerkriegs in den 1990er Jahren betonten Warsames Kompositionen die nationale Identität und die Teilnahme am Wiederaufbauprozess nach dem Konflikt. Ihr „Aan Kuu Talio“ persifliert auf humorvolle Weise die politischen Machtkämpfe. Warsame unterstützte außerdem den ehemaligen Vizepräsidenten Somalias, Muhammad Ali Samatar, während eines Zivilprozesses, der 2009 gegen ihn angestrengt worden war, weil er der Ansicht war, dass er als Mitglied des ehemaligen Regimes zu Unrecht vorgeführt würde.
Darüber hinaus äußerte sich Warsame kritisch gegenüber der Autonomie von Somaliland. Insbesondere in ihrem Lied „Libdhimeyside Laas Caanood, Laba maahaa Waddankeennu“ würdigt sie die Stadt Las Anod, die 2007 von somaliländischen Truppen erobert wurde, und ihre historische Rolle als Wiege der nationalistischen und antikolonialen Derwisch-Bewegung (Dhaqdhaqaaqa Daraawiish). Der Titel bedeutet übersetzt: „O Las Anod, du wirst immer ein Teil Somalias bleiben, unser Land ist eins.“

### Mitglied des Bundesparlaments von Somalia
Nach der Gründung des Bundesparlaments von Somalia 2012 zog Warsame nach Mogadischu, in der südöstlichen Banaadir-Provinz. Sie diente als Abgeordnete für das nordöstliche Puntland.

## Tod

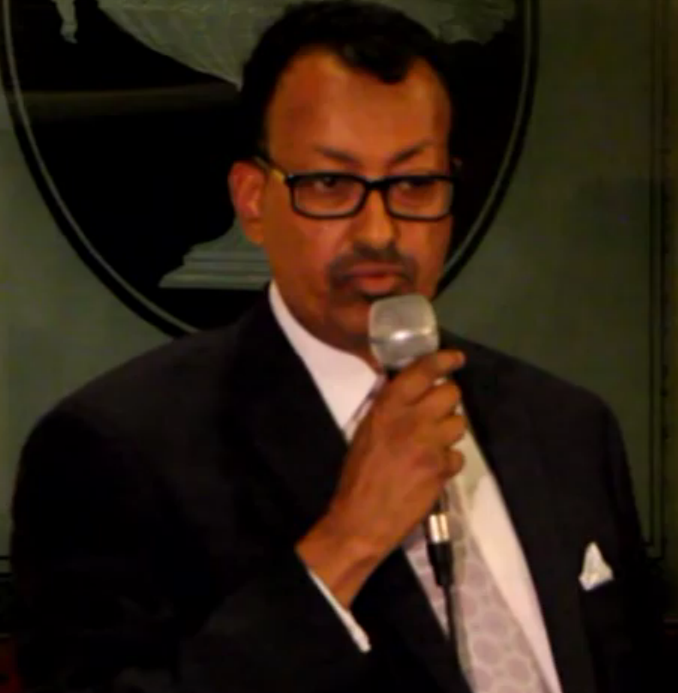
Abdulkadir Ali, Präsident der Somali American Chamber of Commerce, spricht bei einer Gedenkveranstaltung für Saado Ali Warsame.

Am 23. Juli 2014 wurden Warsame und ihr Fahrer von unbekannten Angreifern in Mogadischu auf dem Weg zu einem Hotel niedergeschossen. Die Terrororganisation Al-Shabaab übernahm die Verantwortung für den Angriff, der Teil einer Mordkampagne gegen somalische Parlamentarier sei. Der somalische Präsident Hassan Sheikh Mohamud, der Premierminister Abdiweli Sheikh Ahmed, der UN-Sondergesandte für Somalia Nicholas Kay, der Botschafter Deutschlands Andreas Peschke, und das Außenministerium der Vereinigten Staaten gaben Erklärungen ab, in denen sie das Attentat verurteilten und Warsames Familie ihr Beileid aussprachen. Anführer der somalisch-amerikanischen Gemeinschaft in Minnesota forderten außerdem eine umfassende Untersuchung ihres Todes durch das Außenministerium. Darüber hinaus gelobte Premierminister Ahmed, die Täter festzunehmen.

### Begräbnis
Am 24. Juli 2014 erhielt Warsame von der Bundesregierung ein Staatsbegräbnis im Präsidentenpalast Villa Somalia in der Hauptstadt. Präsident Mohamud, Premierminister Ahmed, Parlamentssprecher Mohamed Osman Jawari, die erste stellvertretende Parlamentssprecherin Jaylani Nur Ikar, Mogadischus Bürgermeister Hassan Mohamed Hussein Mungab, Kabinettsminister, Abgeordnete, bekannte Künstler und ehemalige Kollegen nahmen alle an der Trauerfeier teil, bei der Janaza-Gebete gelesen wurden. Warsame wurde anschließend auf dem Friedhof des Medina-Krankenhauses im Mogadischu-Distrikt Wadajir beigesetzt.

### Prozess
Im April 2015 wurden zwei Mitglieder der Al-Shabaab wegen der Ermordung Warsames und weiterer Funktionäre zum Tode verurteilt und später hingerichtet.

### Dahabshiil-Klage von 2015
2015 verklagte Harbi Hussein, der Sohn von Saado Ali Warsame, das Geldtransferunternehmen Dahabshiil, weil es angeblich den Mord an seiner Mutter durch die militante Gruppe Al-Shabaab finanziert habe. Im Jahr 2011 hatte Warsame das Protestlied Dhiigshiil gesungen und die somalische Gemeinschaft dazu aufgefordert, das Geldtransferunternehmen zu boykottieren. Dahabshiil bestritt sämtliche Vorwürfe der Geldwäsche, der Terrorismusfinanzierung und des Auftragsmordes.

## Auszeichnungen

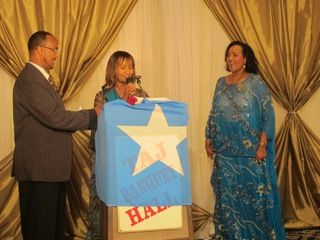
Hodan Nalayeh und Hassan Abdillahi ehren Saado Ali Warsame bei einer SRAP-Veranstaltung in Toronto (2011).

2011 wurde Warsame bei einem SRAP-Event in Toronto mit dem Lifetime Achievement Award des Ogaal Radio ausgezeichnet. Ihre Landsleute Hodan Nalayeh von SRAP und Hassan Abdillahi „Karate“ überreichten die Ehrung.

## Diskographie
- Laand Karuusar
- Aan kuu Taliyo
- Libdhimeyside Laas Caanood, Laba maahaa Waddankeennu